# Фербер, Стивен
Стивен Фербер (англ. Steve Furber; род. 21 марта 1953, Манчестер, Великобритания) — английский учёный, специалист в области компьютерной техники, в том числе известен как один из создателей архитектуры ARM. Член Лондонского королевского общества (2002).
В 1980 году защитил диссертацию на степень доктора философии. В 1980—1990 годах работал в Acorn Computers. С 1990 года работает в Манчестерском университете.

## Награды
- 2003 — Silver Medal, Royal Academy of Engineering[3]
- 2007 — Медаль Фарадея
- 2010 — Призёр премии Технология тысячелетия
- 2012 — Fellow Awards
- 2013 — Пионер компьютерной техники
- 2014 — Медаль Лавлейс[англ.]
- 2016 — Mullard Award[англ.] Лондонского королевского общества
- 2022 — Премия Дрейпера совместно с Софи Уилсон, Дэвидом Паттерсоном и Джоном Лероем Хеннесси «за вклад в изобретение, разработку и внедрение компьютерных микросхем с набором упрощённых/редуцированных команд (RISC).»[4]